# آلتلاندسبرغ
آلتلاندسبرغ (بالألمانية: Altlandsberg) هي مدينة و بلدة ألمانية تقع في ألمانيا في براندنبورغ.  يقدر عدد سكانها بـ 8,737 نسمة .

## المدن التوأمة
مدينة شتاتلون هي مدينة توأمة لـآلتلاندسبرغ.